# Nikolaj Alexandrovič Bulganin
Nikolaj Alexandrovič Bulganin (rusky Николай Александрович Булганин; 30. květnajul./ 11. června 1895greg., Nižnij Novgorod – 24. února 1975, Moskva) byl prominentní sovětský politik, který působil jako ministr obrany (1953–1955) a předseda rady ministrů SSSR (1955–1958).

## Politický vzestup
Narodil se jako syn úředníka. K bolševické straně se připojil v roce 1917 a v roce 1918 vstoupil do Čeky, bolševické politické policie, kde sloužil až do roku 1922. Po ruské občanské válce se stal průmyslovým manažerem, pracoval až do roku 1927 v různých odborech jako administrátor a poté jako ředitel zodpovídal za dodávky elektrického proudu do Moskvy (1927–1931). Do roku 1937 byl předsedou výkonného výboru moskevských sovětů.
V roce 1934 byl zvolen kandidátem členství v ústředním výboru Komunistické strany SSSR. Za velkého teroru těsně unikl smrti tím, že na čas odjel na dovolenou do Polska pod záminkou léčení. V roce 1937 byl jmenován předsedou rady lidových komisařů RSFSR a získal plnoprávné členství v ústředním výboru; v září roku 1938 ho ustanovili náměstkem předsedy rady lidových komisařů SSSR.
Během druhé světové války hrál významnou úlohu ve vládě a také v Rudé armádě, ačkoli nebyl nikdy hlavní velitel. V roce 1944 byl jmenován náměstkem lidového komisaře obrany a sloužil jako Stalinův hlavní agent v armádních strukturách. V roce 1947 se stal ministrem ozbrojených sil SSSR a byl povýšen na maršála. Stal se také kandidátem na členství v politbyru a v letech 1947–1950 i náměstkem předsedy rady ministrů. V roce 1948 dosáhl plného členství v politbyru, tedy s hlasovacím právem.

## Vrchol a pád
Po Stalinově smrti v březnu roku 1953 se stal jedním z kandidátů na příštího vůdce SSSR, nakonec se však v roce 1955 stal „pouhým“ předsedou rady ministrů. Šlo o velkého spojence Nikity Chruščova a jeho programu reforem a destalinizace. Společně s Chruščovem cestoval do Indie, Jugoslávie a Spojeného království, kde byli oba známi v tisku jako „B a K“.
Roku 1957 však začal, ovlivněn konzervativní skupinou vedenou Vjačeslavem Molotovem, sdílet pochyby o Chruščovově reformní politice. Když byli konzervativci poraženi a odstraněni, nutil jej Chruščov, aby podal rezignaci na všechny politické funkce. Byl sice jmenován předsedou sovětské státní banky, ale v roce 1958 ho odstranili z Ústředního výboru KSSS a připravili o titul maršála. Byl poslán do Stavropolu jako předseda regionální ekonomické rady a v únoru 1960 odešel do penze.